# 温泉駅
温泉駅は、雲南省昆明市安寧市温泉街道東にある、成昆線の駅。1966年供用開始。

## 概要
中石油雲南石化有限公司と安寧新亜美谷物流有限公司に向かう2つの専用線（温麟段）がある。このうち、安寧新亜美谷物流有限公司の専用線は全長約15.42キロメートルで、安寧工業団地の付設工事を2015年11月に着工、2016年10月に完成。専用線には温泉南場、麒麟の2駅と廠内駅が設置されている。温泉南場には発着線が3本ある。

## 隣の駅
中国鉄路総公司
成昆線
牧羊村駅 - 秋木園駅(廃止) - 温泉駅 - 読書舗駅